# اتحاد كشافة ساحل العاج
اتحاد كشافة ساحل العاج هو اتحاد وطني من ثلاث منظمات كشفية في ساحل العاج. بدأت الحركة الكشفية في ساح العاج عام 1937 وتأسس اتحاد كشافة ساحل العاج في 1963 وأصبح الاتحاد عضوا في المنظمة العالمية للحركة الكشفية في 23 سبتمبر 1972. اتحاد كشافة ساحل العاج به 23213 عضو اعتبارا من عام 2011.

## روابط خارجية
- الموقع الرسمي لإتحاد كشافة ساحل العاج
- اتحاد كشافة ساحل العاج